# Славные пташки
Славные пташки (исл. Lói - Þú flýgur aldrei einn) — исландский полнометражный компьютерный мультфильм 2018 года. В Исландии мультфильм вышел 2 февраля 2018 года. В России мультфильм вышел 12 апреля 2018 года.

## Сюжет
Каждый год, когда птицы прилетают с юга, часть из них становятся жертвой орла Орландо — главного антагониста мультфильма. Однажды у четы ржанок вылупляется птенец, которому они дали имя Рыжик. Сам Рыжик вскоре подружился с ржанкой по имени Веснушка, между ними стали возникать чувства, хотя в последнюю влюблён другой ржанок — Сло́и, пытающийся произвести впечатление. Позже, отец Рыжика, хоть и был предупреждён насчёт планов Орландо, но погибает от его когтей. Когда наступила осень, птицы стали готовиться к миграции, но Рыжик оказался пойман котом, а Веснушка, ставшая свидетелем, подумала, что он погиб и оповещает об этом его мать, которая тоже отнеслась со скорбью к этой новости. В итоге, птицы стали мигрировать без Рыжика.
Сам Рыжик очнулся в клетке одного из домов, и сумел убежать от живущего там кота. Рыжик от местных птиц узнаёт, что то место, где можно переждать зиму — Райская долина, и также получает информацию о том, как туда добраться. Но поскольку Рыжик так толком и не смог научиться летать, ему пришлось преодолевать дорогу до долины пешком.
По пути Рыжик встречает куропатку Гайрона, но последний рассказывает о себе Рыжику только после второй встречи. Сам Гайрон когда-то потерял свою семью из-за Орландо, а также был подстрелен охотниками, но сумел у них отобрать припасы (состоящие из капкана и петард), при помощи которых собирается победить Орландо. По пути Рыжик помогает одному из мышей, после чего сам оказался в трудной ситуации, а от Гайрона получает мораль, что "в этой местности сам за себя". Когда Рыжик и Гайрон устроили ночлег, куропатку похищает лис, а Рыжик подаёт сигнал через ракушку. На помощь Рыжику поспешили мыши, одному из которых Рыжик спас жизнь, и те помогают спасти Гайрона от попытки лиса съесть его.
Продолжая путь, Рыжик находит пещеру и решает там отдохнуть. Но оказалось, что пещера принадлежит Орландо. Заметив Рыжика, Орландо собирается напасть на него, но ржанку спасает Гайрон. Когда Рыжик находит Гайрона, не проявляющего признаков жизни, он понимает, что Гайрон погиб и в одиночку отправился в долину. Как позже оказывается, Гайрон на самом деле жив.
Рыжик из-за сурового зимнего климата теряет сознание, но его подбирает олень и приносит в Райскую долину. Там Рыжик приходит в себя и начинает вместе со здешними обитателями наслаждаться местной жизнью.
С приходом весны, Рыжик понимает, что Орландо в очередной раз нападёт на возвращающихся с юга птиц, и решает им помочь. На помощь Рыжику никто не соглашается, и поэтому он в одиночку решает их спасти. Рыжик узнаёт, что один из факторов, благодаря которому сможет научиться летать — любовь, и благодаря этому ему удается взлететь.
Рыжик прилетев туда, где он родился и куда обычно прилетают птицы с юга, встречает Гайрона и вместе с ним побеждает Орландо, закопав последнего в вырытую людьми яму в кладбище. После победы над злодеем, Рыжик признаётся Гайрону, что ему понравился образ жизни как отшельника, но последний замечая у него чувства к Веснушке, советует ржанку с ней встретиться. Рыжик и Веснушка, до сих пор имеющая чувства к нему, начинают вместе проводить время.

## Критика
Среди русских критиков мультфильм «Славные пташки» получил положительные отзывы.